# Pleuridium laxirete
Pleuridium laxirete är en bladmossart som beskrevs av Brotherus och Georg Roth 1914. Pleuridium laxirete ingår i släktet sylmossor, och familjen Ditrichaceae. Inga underarter finns listade i Catalogue of Life.